# HB Fivers Margareten
El HB Fivers Margareten es un club de balonmano austriaco de la ciudad de Viena. Fue fundado en 1984, y en la actualidad juega en la Liga de Austria de balonmano.

## Palmarés
- Liga de Austria de balonmano (3):
  - 2011, 2016, 2018
- Copa de Austria de balonmano (8):
  - 1999, 2009, 2012, 2013, 2015, 2016, 2017, 2021

## Plantilla 2023-24
|  | Porteros - 51 Leon Bergmann - 56 Jan David Extremos - 15 Eric Damböck - 35 Lukas Gangel - 57 Jakob Nigg - 65 Philipp Gangel - 75 Maximilian Riede Pivotes - 45 Florian Heizenger - 58 Leander Brenneis | Primera línea - 25 Marc Haunold - 53 Florentin Dvorak - 54 Fabian Glätzl - 55 Marin Martinovic - 59 Markus Kolar - 85 Fabio Schuh - 95 Thomas Seidl |